# 羊犀立交站
羊犀立交站位于中华人民共和国四川省成都市金牛区蜀汉路、蜀明路和同怡路交叉口，是成都地铁2号线和27号线的地铁换乘站。本站因邻近蜀汉路三环路羊犀立交而得名。在2号线建设期间，本站曾使用工程名“红色村站”。
2012年9月16日，本站随2号线一期工程开通启用；2024年12月19日，27号线车站启用。

## 车站结构
2号线羊犀立交站为地下二层单柱双跨10米岛式站台车站，全长183.5米，宽18.5米，总建筑面积9416平方米。包括3个出入口，2组风亭。
27号线羊犀立交站为地下三层双柱三跨13米岛式站台车站，全长165米，宽22.1米，总建筑面积14029平方米。车站采用明挖法施工。
|                   |  | 2号线往犀浦（茶店子客运站） |
| 島式 · 開左邊车门 |  |                             |
|                   |  | 2号线往龙泉驿（一品天下）   |

|                                  |  | 27号线往石佛（金牛公园） |
| 島式 · 開左邊车门 · 无障碍卫生间 |  |                          |
|                                  |  | 27号线往蜀鑫路（黄忠）   |

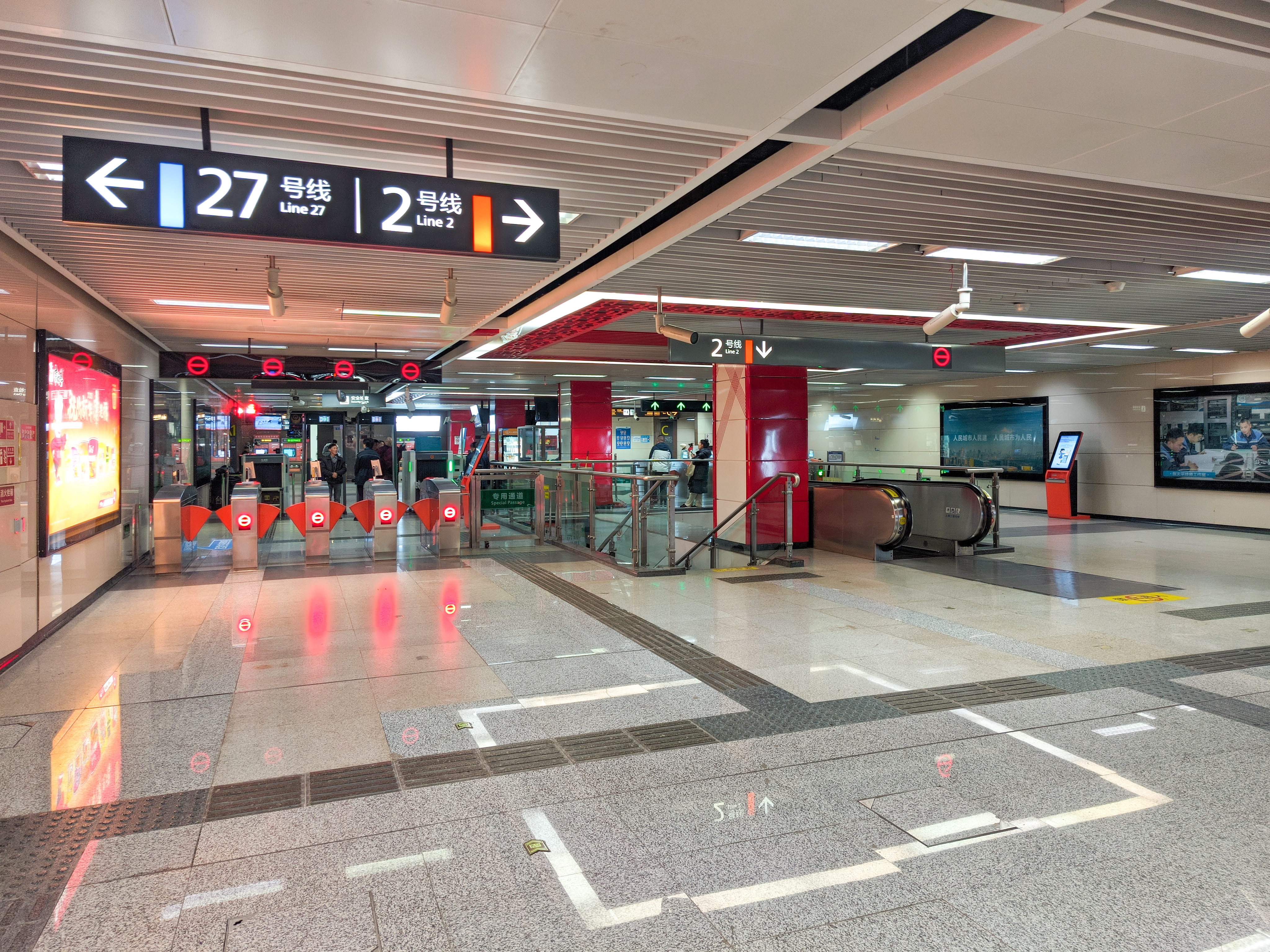
2号线站厅
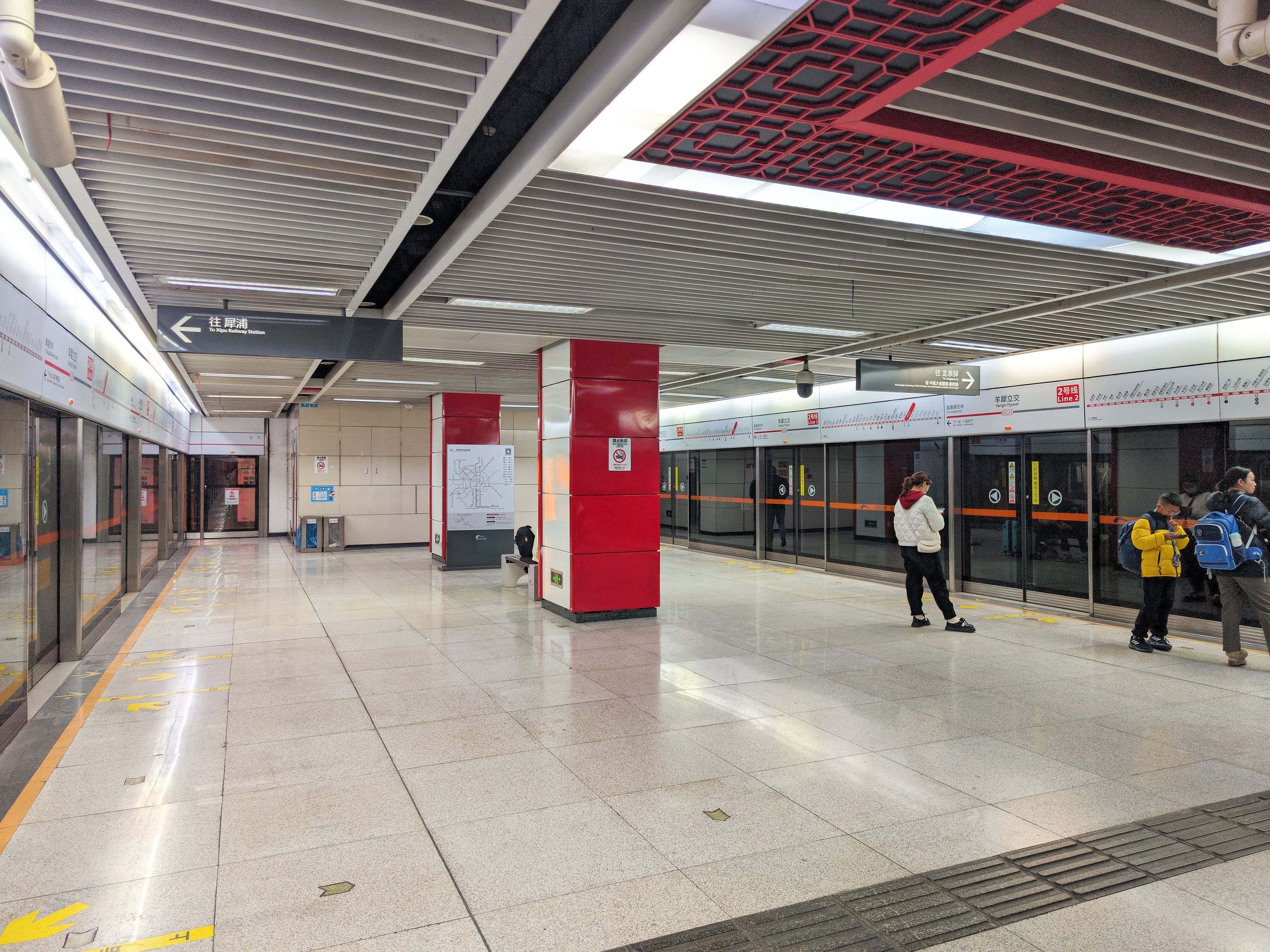
2号线站台
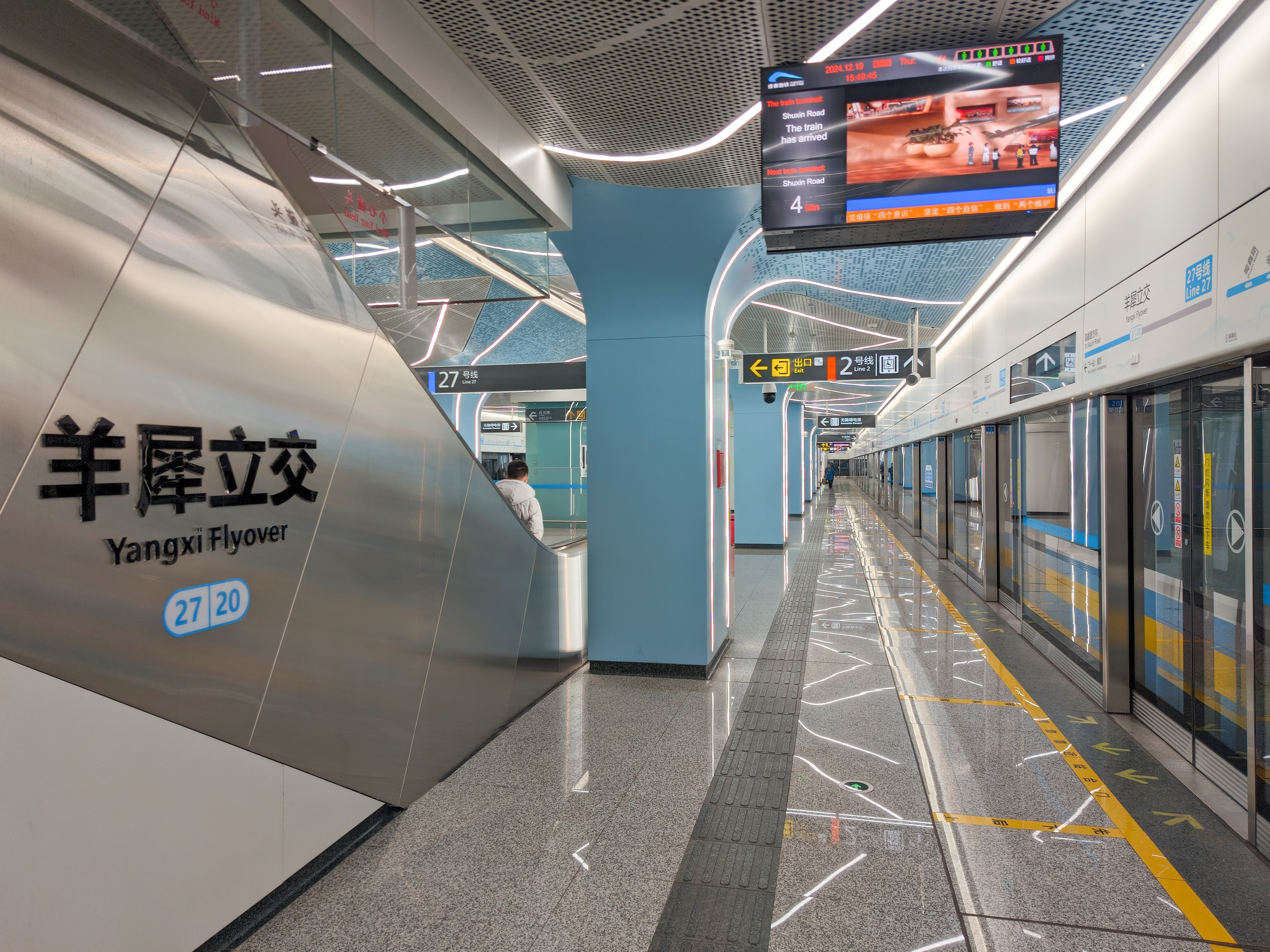
27号线站台
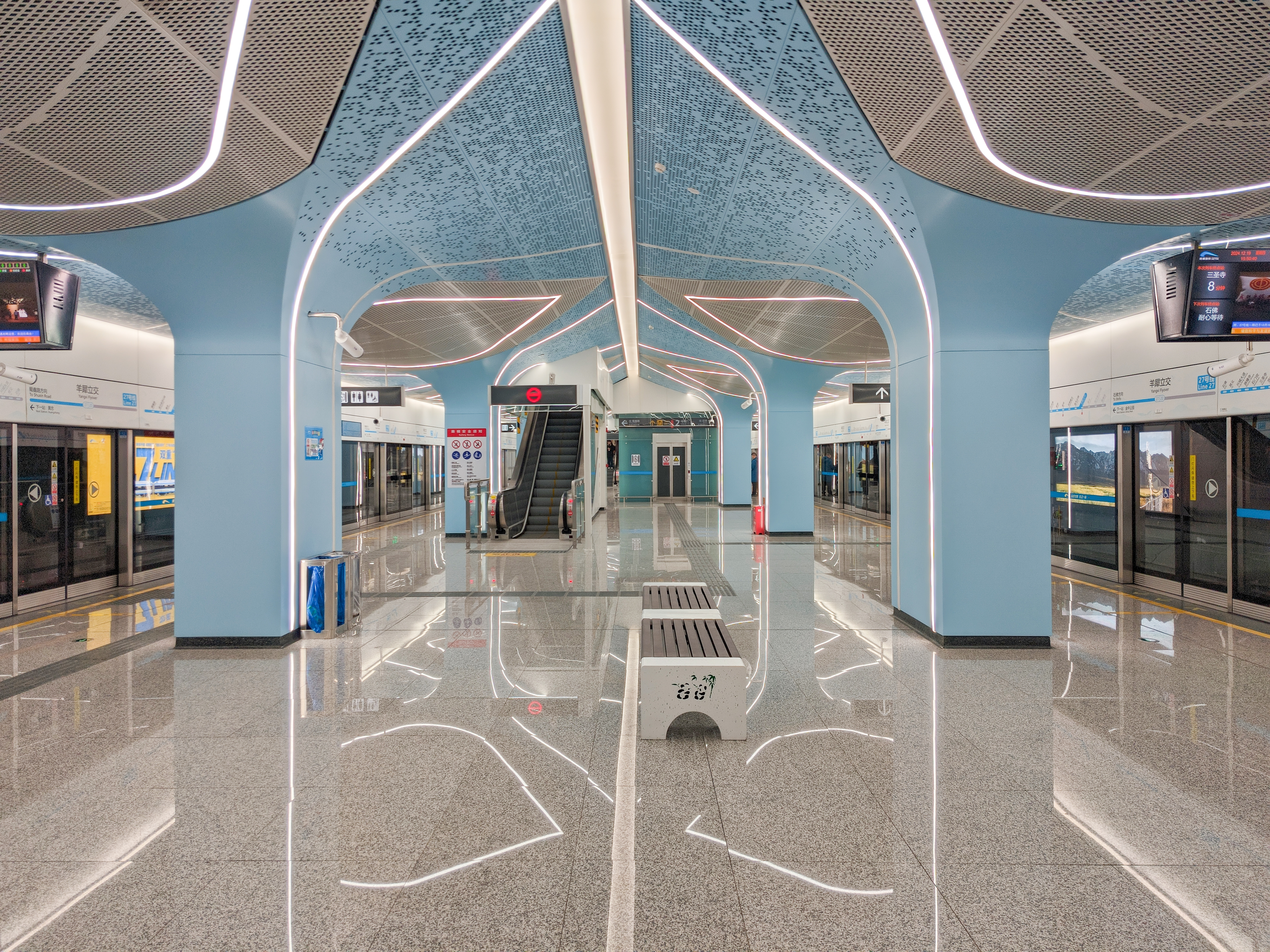
27号线站台
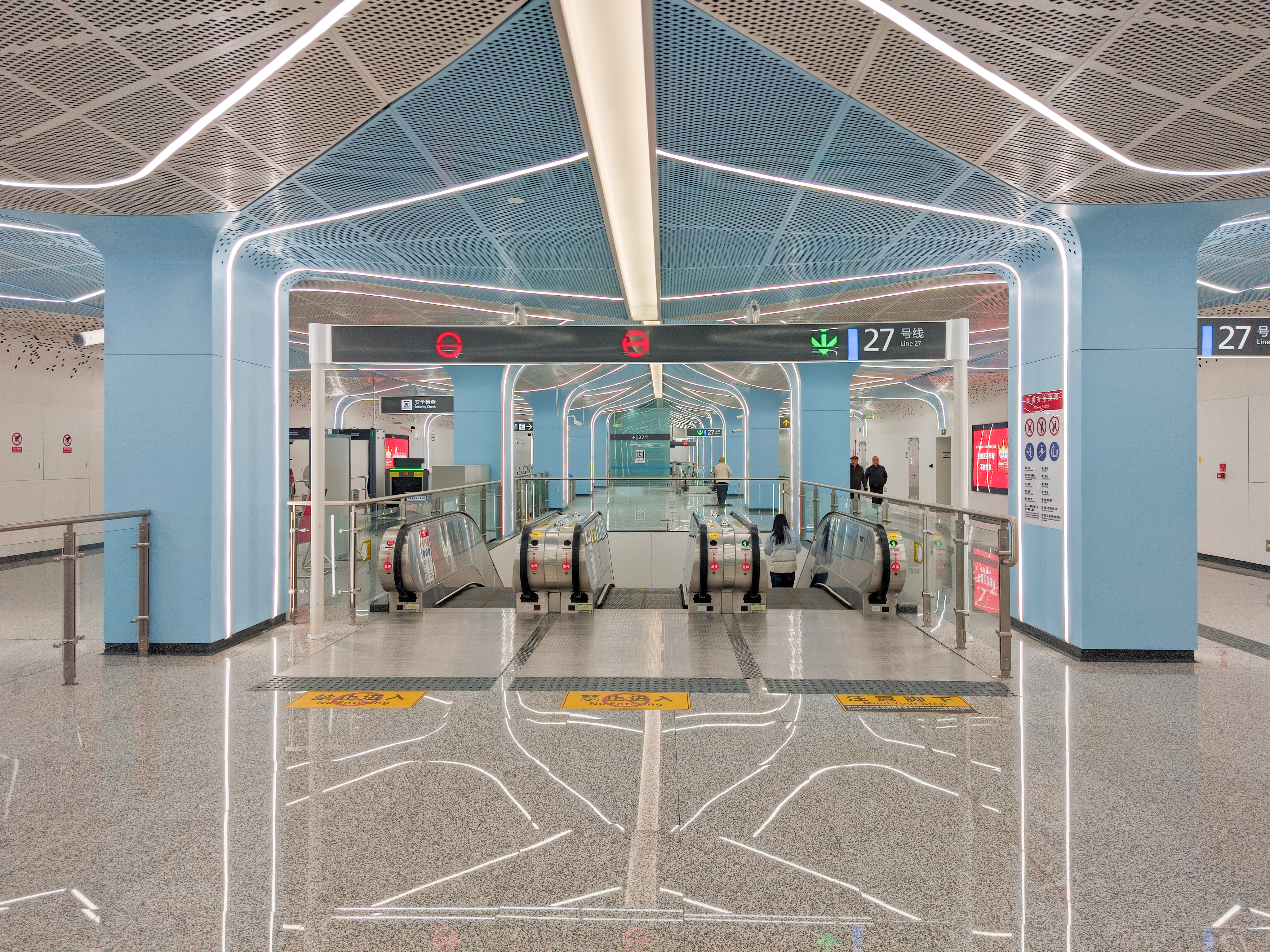
27号线站厅

## 出入口
本站目前开放6个出入口，B2出口附近设有西城天下连通口。原A2出口已配合27号线施工而拆除。
|                       |                     |                                    |      |
|                       |                     |                                    |      |
| 编号                  | 设施                | 指示                               | 照片 |
| 连通 2号线站厅        |                     |                                    |      |
|                       | 无障碍卫生间        | 蜀汉路、同怡路、同悦路             |      |
| 出口 · B · 1          | 轮椅升降台          | 蜀汉路、蜀明路                     |      |
| 出口 · B · 2          |                     | 蜀汉路、蜀明东巷、蜀明东路、蜀光路 |      |
| 出口 · C              |                     | 蜀汉路、蜀明路、蜀明西巷、蜀明西路 |      |
| 连通 27号线站厅       |                     |                                    |      |
| 出口 · D              | 无障碍卫生间 哺乳室 | 同怡路、黄忠西路                   |      |
| 连通 2号线 27号线站厅 |                     |                                    |      |
| 出口 · E              | 无障碍电梯          | 蜀汉路、同怡路、黄忠路             |      |

## 公交换乘
30路，54路，82路，96路，111路，192路，212路，305路，311路，320路，341路，342路等

## 历史
- 2008年10月27日，2号线车站正式开工[4]；
- 2010年12月31日，2号线车站主体和附属结构完工[7]；
- 2012年9月16日，2号线车站正式启用[2]；
- 2019年11月6日，27号线车站开始进行地质勘察[8]；
- 2021年11月3日，27号线车站主体结构开始施工[9]；
- 2024年12月19日，27号线车站启用[3]。